# Judèth de Luishon
Judèth de Luishon (francès Juzet-de-Luchon) és un municipi francès situat al departament de l'Alta Garona i a la regió d'Occitània.